# Музей Ашиян
Музей Ашиян (тур. Aşiyan Müzesi) — будинок турецького поета Тевфика Фікрета у кварталі Ашиян району Бешикташ у Стамбулі, Туреччина. Будинок був побудований в 1906 році і пізніше перероблений в музей
. Музей належить Стамбульському муніципалітету.

## Будівля
Тевфик Фікрет жив у цьому будинку з 1906 року аж до своєї смерті в 1915 році. Будівлю було куплено в 1940 році муніципалітетом Стамбула у його дружини Назін за ініціативою Лютфі Кирдара, мера Стамбула, і було перетворено на музей з назвою «Музей нової літератури» (осм. Edebiyat-ı Cedide Müzesi). Музей відкрився в 1945 році. У 1961 році музей перейменували в Музей Ашиян після того, як останки Фікрета, який спочатку був похований на кладовищі Еюп, перепоховали у дворі будинку, який він дуже любив із-за панорамного огляду Босфору.
Тевфик Фікрет склав архітектурний проект будинку самостійно, і назвав свій будинок Ашиян, що в перекладі з перської мови означало Гніздо. Це був триповерховий дерев'яний будинок з садом.

## Музей
Нижній (підземний) поверх складається з адміністративних приміщень. Перший поверх відведений під експозицію «Новий літературний рух», присвячений поетам Абулхаку Хаміду Тархану (1851—1937) і Нігяр-ханім (1856—1918). У двох окремих кімнатах виставлені картини, фотографії, книги та особисті речі, що належать поетам.
На другому поверсі розташовані особистий кабінет і спальня Тевфика Фікрета. Тут виставлені його персональні речі, письмовий стіл, крісло, малюнки та картини, зроблені ним. Також в спальні виставлена його посмертна маска. Картина османського шаха Абдул-Меджид II, яку він намалював, натхненний поемою Фікрета Sis (укр. Туман), розташована на стіні на цьому поверсі.
Музей Ашиян був повністю відновлений і відкритий для відвідувань мером Стамбула Кадиром Топбашем у грудні 2012 року після півторарічної реконструкції вартістю близько 640 тисяч $.
Під час реставрації, меблі були перероблені за оригінальними фотографіями. Також була зроблена і виставлена воскова фігура Фікрета.

## Графік відвідувань
Музей закритий для відвідувань по неділях і понеділках. Години відвідування: з 9: 00 до 16:00. Вхід вільний.